# میکیجیرو هیرا
میکیجیرو هیرا (انگلیسی: Mikijirō Hira؛ زادهٔ ۲۱ نوامبر ۱۹۳۳) هنرپیشه اهل ژاپن است. وی از سال ۱۹۵۶ میلادی تاکنون مشغول فعالیت بوده است.
از فیلم‌هایی که وی در آن نقش داشته است می‌توان به سیزده آدمکش و صفر ابدی اشاره کرد.